# مکعب اسناب

مكعب اسناب

در هندسه، مکعب اسناب (به انگلیسی: Snub cube یا snub cuboctahedron) یک جسم ارشمیدسی با ۳۸ وجه است و شامل ۶ مربع، ۳۲ مثلث متساوی الاضلاع می‌باشد. این مکعب دارای ۶۰ یال و ۲۴  رأس است.
این یک چند وجهی دستیار است. یعنی دو شکل مشخص دارد که تصویری آینه‌ای از یکدیگر هستند. اتحاد هر دو شکل یک مرکب از دو مکعب ماسوره است، و بدنه محدب هر دو مجموعه رأس یک مکعب کوچک است.